# Pseudosempervivum aucheri
Pseudosempervivum aucheri är en korsblommig växtart som först beskrevs av Pierre Edmond Boissier, och fick sitt nu gällande namn av Evgeniia Georgievna Pobedimova. Pseudosempervivum aucheri ingår i släktet Pseudosempervivum och familjen korsblommiga växter. Inga underarter finns listade i Catalogue of Life.